# 台湾铁苋菜
台湾铁苋菜（学名：Acalypha angatensis）为大戟科铁苋菜属下的一个种。

## 扩展阅读
- 維基物種上的相關：台湾铁苋菜